# Mini-entreprise
Ne doit pas être confondu avec Junior-Entreprise ou Microentreprise.
 (janvier 2021).
Une Mini-entreprise est une entreprise créée et gérée par des jeunes de 13 à 25 ans durant une année scolaire. Le but des Mini-entreprises est d'initier ces jeunes à la vie économique et au monde de l'entreprise en leur faisant réaliser l'ensemble des tâches.
Ce programme est développé dans le monde entier. On le trouve en français sous l'appellation « Jeune Entreprise » ou « Mini-entreprise » selon le pays. Son appellation internationale est « Company Program ».

## Historique du concept

### Dans le monde
Le concept naît aux États-Unis en 1919. Horace A. Moses, un industriel, remarque que les jeunes sont peu formés au monde industriel. Il s'inspire de ce qui se fait dans le monde agricole en reprenant le principe fondamental : l'apprentissage par l'action. Junior Achievement (JA) est né. De grands noms soutiennent le concept dès ses débuts : H. Ford, W. Disney, J. D. Rockfeller, W. C. Procter… L'expérience s'étend dans tous les États-Unis durant les années 1940.
Au Canada, les Jeunes entreprises apparaissent en 1955, et au Québec en 1962, d'abord en anglais puis en français à partir de 1967.
En 1963, le concept débarque en Europe et s'appuie sur le réseau Young Enterprise présent au Royaume Uni, en Suisse et à Malte. Une fédération européenne est instituée en 1977, tout d'abord nommée JA YE (pour Junior Achievement - Young Enterprise). Elle regroupe actuellement une quarantaine de pays sous le nom de JA Europe depuis 2015. JA Europe organise chaque année deux concours réunissant une Mini-entreprise par pays, la Company Of The Year Competition (COYC), pour les 16-21 ans, et l'European Enterprise Challenge (EEC), pour les 18-25 ans.

### En France
La mini-entreprise est mise en place en France par l'association Entreprendre pour apprendre, représentant du réseau Junior achievement et propriétaire de l'appellation « Mini-entreprise », déposé à l'Institut national de la propriété industrielle. Le programme est développé dans les établissements scolaires (de la cinquième à la terminale, toutes filières) dans les établissements d'enseignement supérieur, dans les structures d'insertion socio-professionnelles (Missions Locales, E2C, EPIDE), d'insertion scolaire (EREA, MLDS, ULIS ITEP), dans des maisons de quartier ou des associations œuvrant pour le lien social local, en milieu carcéral et également en Institut médico-éducatif (IME) et Institut médico-professionnel (IMPro).
Une Mini-entreprise s'apparente à une véritable entreprise créée par des élèves de 13 à 25 ans, volontaires et pour une année scolaire (de septembre à juin). Elle peut être menée sur deux ans dans des cas spécifiques. Elle est encadrée par un encadrant pédagogique et par un mentor, représentant du monde économique. Ce binôme encadrant-mentor est soutenu par un facilitateur de l'association Entreprendre Pour Apprendre, bénévole ou salarié. La Mini-Entreprise  développe un produit, bien ou service en vue de sa commercialisation. Les jeunes, appelés mini-entrepreneurs  se réunissent au moins une fois par semaine.  
À la fin de l’année, les Mini-entreprises se réunissent dans un salon régional, en vue de participer à un championnat national ayant lui-même pour but de choisir l’équipe qui ira représenter la France au championnat européen.

### En Europe
Selon les statistiques européennes, plus de 200 000 étudiants participent chaque année à ce type de programme en Europe. Dans le monde, plus de 7,5 millions de jeunes ont suivi le programme[réf. nécessaire]. Il a d'ailleurs été reconnu comme faisant partie des meilleures pratiques pour la diffusion de l'esprit d'entreprise par la Direction générale des entreprises de l'Union européenne[réf. nécessaire]. 

## Explication
Les jeunes vont apprendre à gérer leur propre entreprise et vont pour cela devoir accomplir un certain nombre de tâches :
- rechercher un produit (bien ou service) à commercialiser (Brain Storming)
- réaliser une étude de marché ;
- rechercher des fournisseurs ;
- vendre des avances remboursables afin de se constituer un capital ;
- ouvrir un compte en banque ;
- Identifier les rôles à tenir et se les répartir ;
- choisir un nom, un logo, un slogan à l'entreprise ;
- élaborer une stratégie marketing ;
- réaliser une campagne de communication ;
- fabriquer le produit ;
- commercialiser le produit  ;
- tenir des comptes et réaliser le suivi des ventes ;
- clore les comptes en fin d'années.

## Objectifs
Le programme "Mini-entreprise" vise à développer chez les jeunes participants un ensemble de compétences et d'aptitudes réparties en deux grandes catégories. Tout d'abord, il s'agit de renforcer leurs savoirs en leur permettant d'acquérir une connaissance approfondie du monde de l'entreprise, ainsi que le vocabulaire spécifique à cet environnement. Ensuite, le programme met l'accent sur le savoir-faire des participants, en les formant à des compétences essentielles telles que la planification, l'organisation, la rédaction, la communication, la présentation de soi, ainsi que l'art de convaincre et de négocier.